# 张丽佳
张丽佳（1964年5月1日—）是一名中国作家、记者与演说家。2009年张丽佳的英文自传体作品《社会主义好！新中国工人回忆录》发表，为她赢得了许多赞誉。她的首部英文小说《莲》于2017年出版。

## 早年经历与教育
张丽佳1964年出生于南京的一个工人家庭。她小时候就想成为一名新闻记者。16岁时，她被迫放弃前途大好的求学生涯，顶替提早退休的母亲，成为了南京一间导弹工厂的一名工人。在工厂工作十年间，她自学了英语，期间遭到同事的冷嘲热讽。1990年，她跟男友一同去了英国，在一家中餐馆当服务员。她还参加了牛津辩论联盟，也萌发了她当一名记者的梦想。三年后她回到中国，一开始给外国记者当校对，后来成为一名记者。
2003年，她就读英国伦敦大学金匠学院，学习创意写作。

## 写作生涯
张丽佳与人合著的《中国回忆》（China Remembers）于1999年出版。2009年，她的英文回忆录《社会主义好！新中国工人回忆录》（'Socialism is Great!' A Worker's Memoir of The New China）由Atlas＆Co.和兰登书屋出版，已翻译为七种语言。同年，她担任由美国国务院资助的爱荷华大学国际写作课程的研究员。她的文章在许多报纸杂志上发表，是ABC，BBC和CNN的常客。张丽佳的小说处女作《莲》（Lotus）于2017年出版，讲述了现代中国深圳的性服务业。她创作该主题的灵感来源于她的外祖母在20世纪30年代被卖到妓院的经历。

## 其他活动
在2008年北京奥运会期间，她担任BBC相关节目的制片人。她还是BBC电视纪录片《佩斯查德特的人》（Peschardt's People）的采访对象。她称自己为中国与世界的沟通者，在有关当代中国的会议上发表讲话，并在斯坦福大学、哈佛大学和悉尼大学等顶尖大学讲课。

## 个人生活
张丽佳与《今日美国》记者卡鲁姆·麦克劳德（Calum MacLeod）结婚。现在她和两个女儿住在北京。

## 作品
《中国回忆》（China Remembers），合著，1999年
《社会主义好！新中国工人回忆录》（'Socialism is Great!' A Worker's Memoir of The New China），2009年
《莲》（Lotus），2017年